# 亚美尼亚武装力量总参谋长
亚美尼亚武装力量总参谋长，也称亚美尼亚总参谋长、亚武装力量总参谋长，亚美尼亚武装力量的最高军职，是亚美尼亚共和国国防部下属总参谋部的主管官员，是亚美尼亚武装力量的直接指挥官，负责军队及其三大分支的作战指挥，负责管理总参谋部，并负责总参谋部任务执行和职能实现；根据相关法规向亚美尼亚共和国国防部长提出建议；在职权范围内发布命令、下达指示，任命和解雇军人，授予军衔，实施奖励和处分；在职权范围内依法向国家军人和其他公务员颁授国家奖励和荣誉称号、部门奖章等。

## 总参谋长列表
| 任次 | 肖像                             | 姓名                                         | 就职          | 离职          | 任职时间  |
| ---- | -------------------------------- | -------------------------------------------- | ------------- | ------------- | --------- |
| 1    | 古尔根·达利巴尔塔扬（英语：Gurgen Dalibaltayan）    | 上将 古尔根·达利巴尔塔扬 （1926年–2015年）   | 1991年        | 1992年        | 0—1年     |
| 2    | 诺拉特·捷尔-格里戈良茨（英语：Norat Ter-Grigoryants） | 中将 诺拉特·捷尔-格里戈良茨 （1936年年出生） | 1992年8月10日 | 1993年        | 0—1年     |
| 3    | 格拉奇·安德烈亚相（俄语：Андресян, Грач Амаякович）      | 中将 格拉奇·安德烈亚相 （1932年–1999年）     | 1993年        | 1994年5月12日 | 0—1年     |
| 4    | 米卡埃尔·阿鲁秋尼扬（英语：Mikael Harutyunyan）    | 上将 米卡埃尔·阿鲁秋尼扬 （1946年年出生）    | 1994年5月12日 | 2007年4月24日 | 12年347天 |
| 5    | 塞伊兰·奥加尼扬（英语：Seyran Ohanyan）        | 上将 塞伊兰·奥加尼扬 （1962年年出生）        | 2007年5月11日 | 2008年4月14日 | 339天     |
| 6    | 尤里·哈恰图罗夫（英语：Yuri Khatchaturov）        | 上将 尤里·哈恰图罗夫 （1952年年出生）        | 2008年4月14日 | 2016年9月3日  | 8年142天  |
| 7    | 莫夫谢斯·阿科皮扬（英语：Movses Hakobyan）      | 中将 莫夫谢斯·阿科皮扬 （1965年年出生）      | 2016年9月3日  | 2018年5月24日 | 1年263天  |
| 8    | 阿尔塔克·达夫强                  | 中将 阿尔塔克·达夫强 （1970年年出生）        | 2018年5月24日 | 2020年6月8日  | 2年15天   |
| 9    | 奥尼克·加斯帕良                  | 上将 奥尼克·加斯帕良 （1970年年出生）        | 2020年6月8日  | 现任          | 4年330天  |